# 桂芳桥 (临平区)
30°25′21.326″N 120°18′3.286″E / 30.42259056°N 120.30091278°E
桂芳桥，又名茆桥，是位于中国浙江省杭州市临平区临平街道境内的一座石拱桥。
桥梁位于上塘河上，呈南北向，为单孔石桥，桥因纪念里人徐宣与其弟徐寅、徐垓作为太学生参劾贾似道，此后同中进士而得名，拱券有元、明、清三条纪年石刻。北堍桥墩原先曾建在一座东西向小桥上，因而也有“桥里桥”之称，成为临平三绝（桥里桥、寺里寺、河里河）之一。南北桥堍已因扩建东大街和河南埭路而拆除，仅存桥身。1991年，桥梁得到修葺，并在其上复建攒尖顶桥亭一座，亭中立同治十一年《疏浚临平长安河道碑记》及道光十九年《临平重建桂芳桥碑记》各一座，2019年桥亭拆除，碑也被迁移到桥下。
2013年成为第七批全国重点文物保护单位大运河的子项——杭州运河古桥的三个细项之一。

## 图片

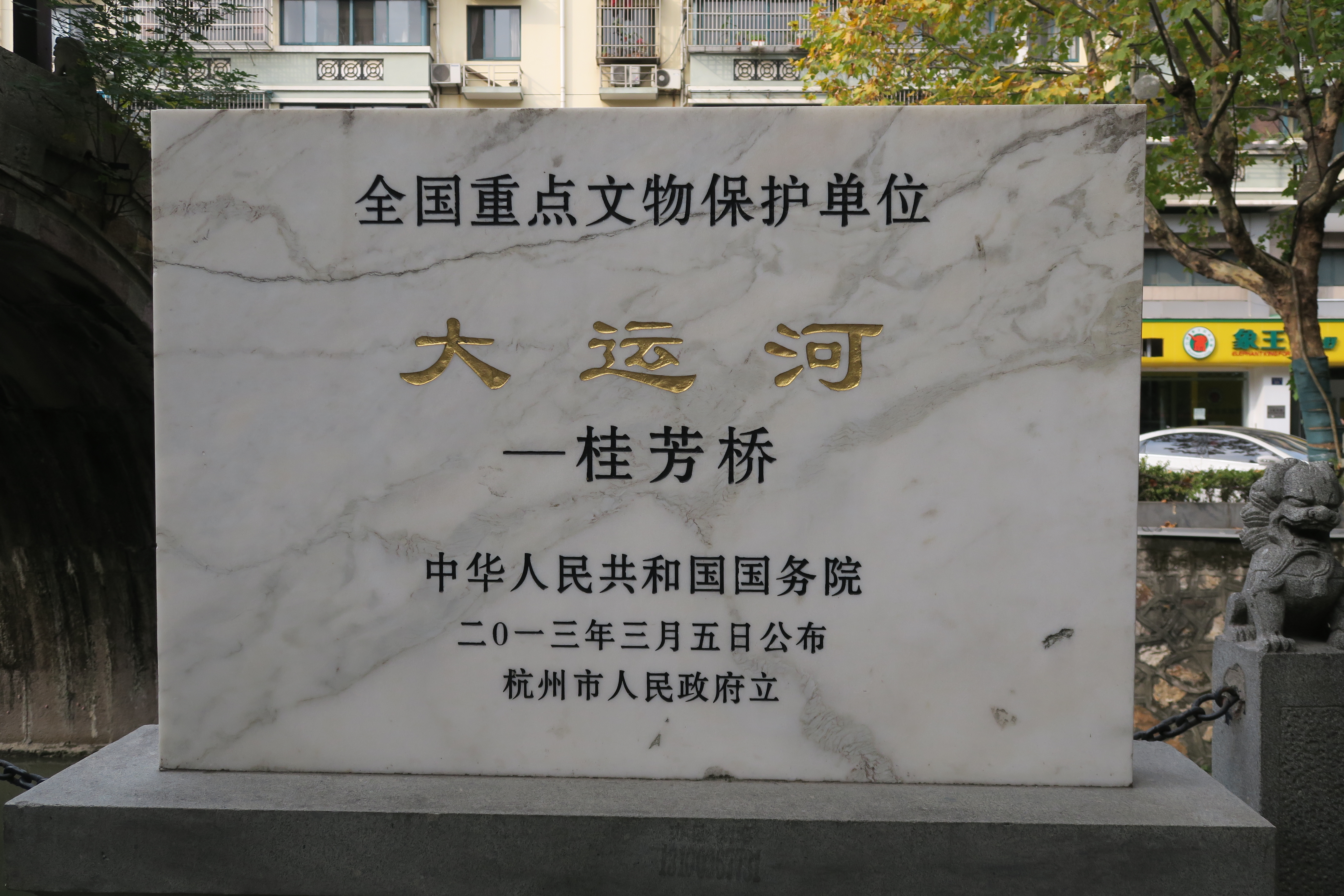
全国重点文物保护单位碑
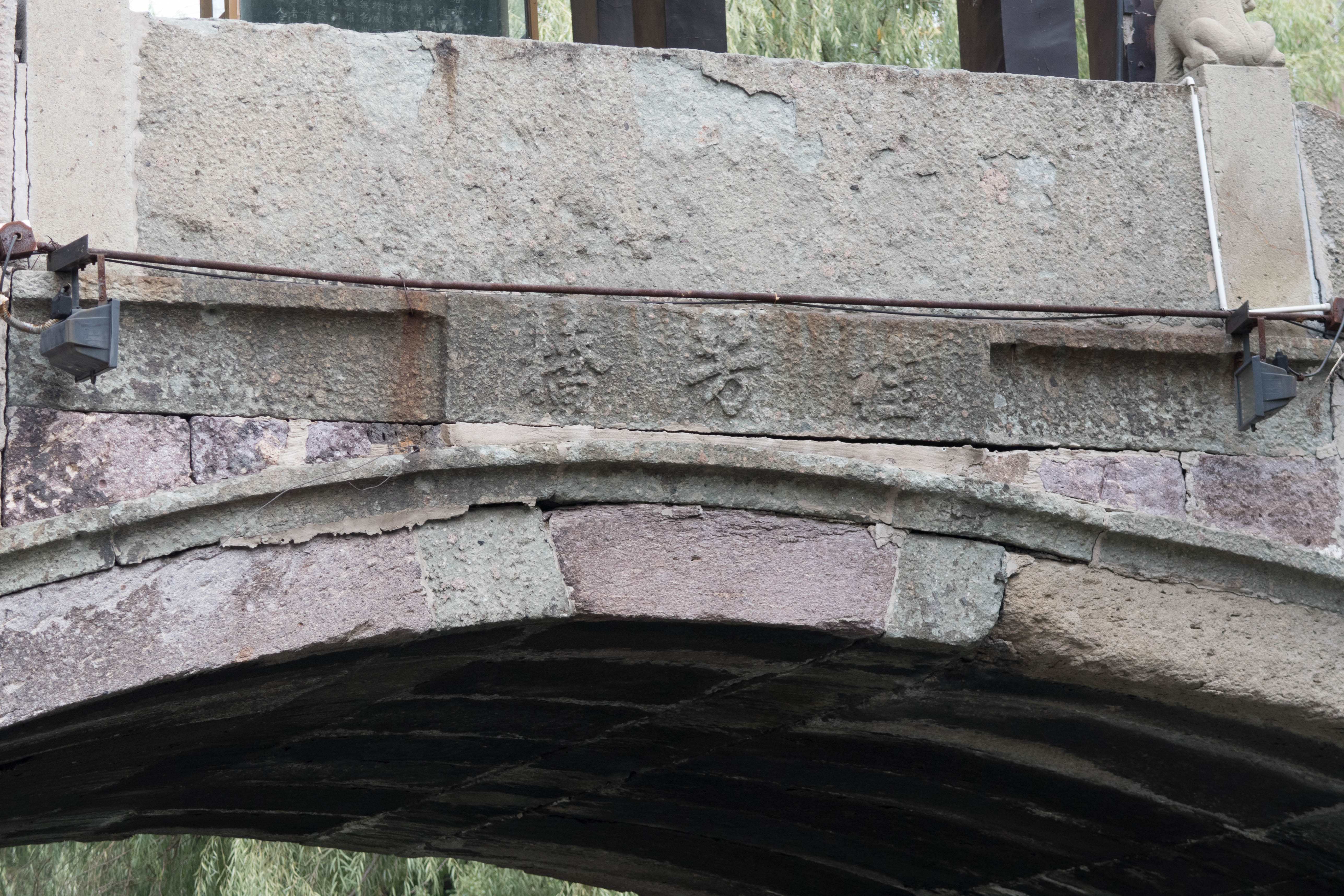
桥名
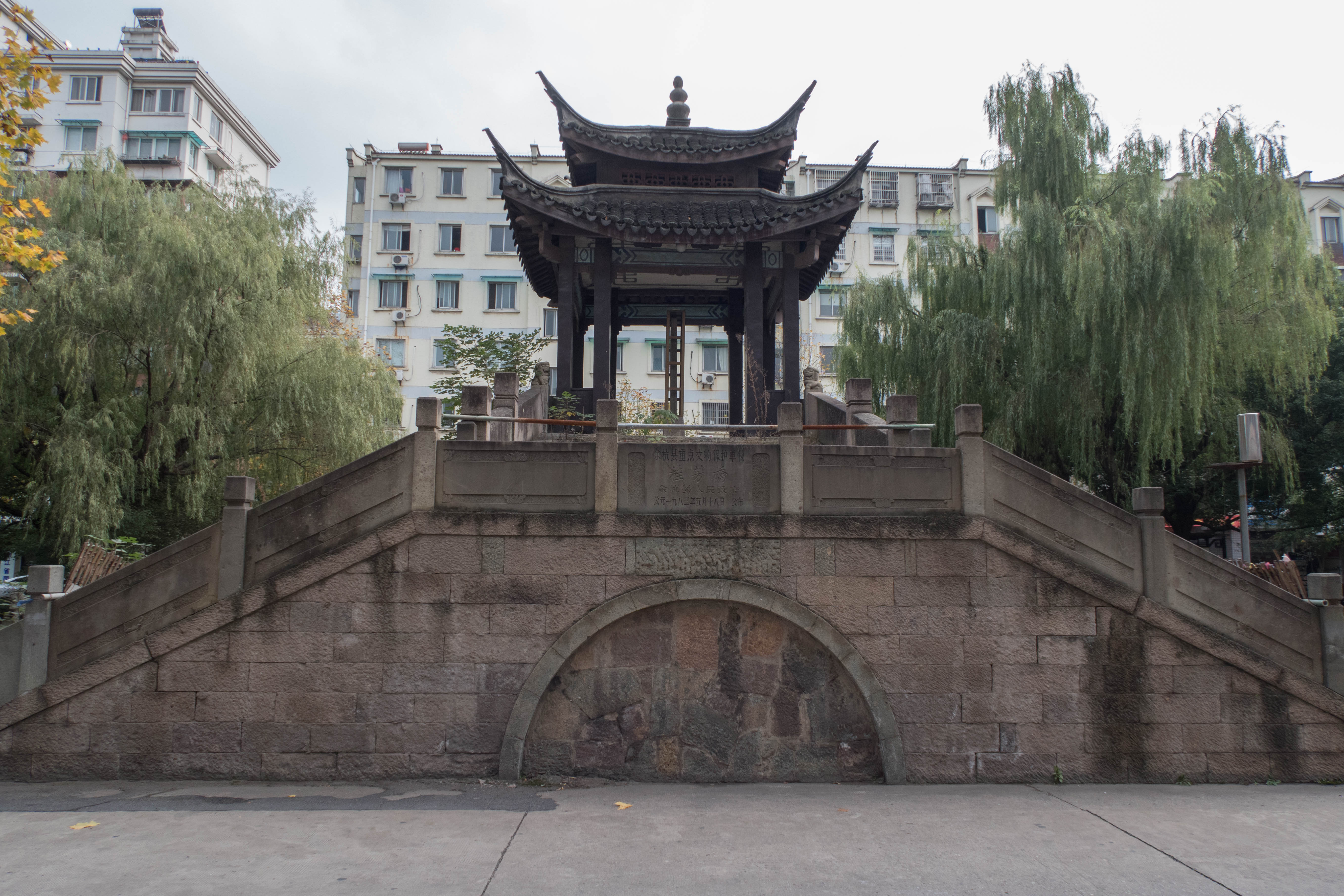
桥梁北侧
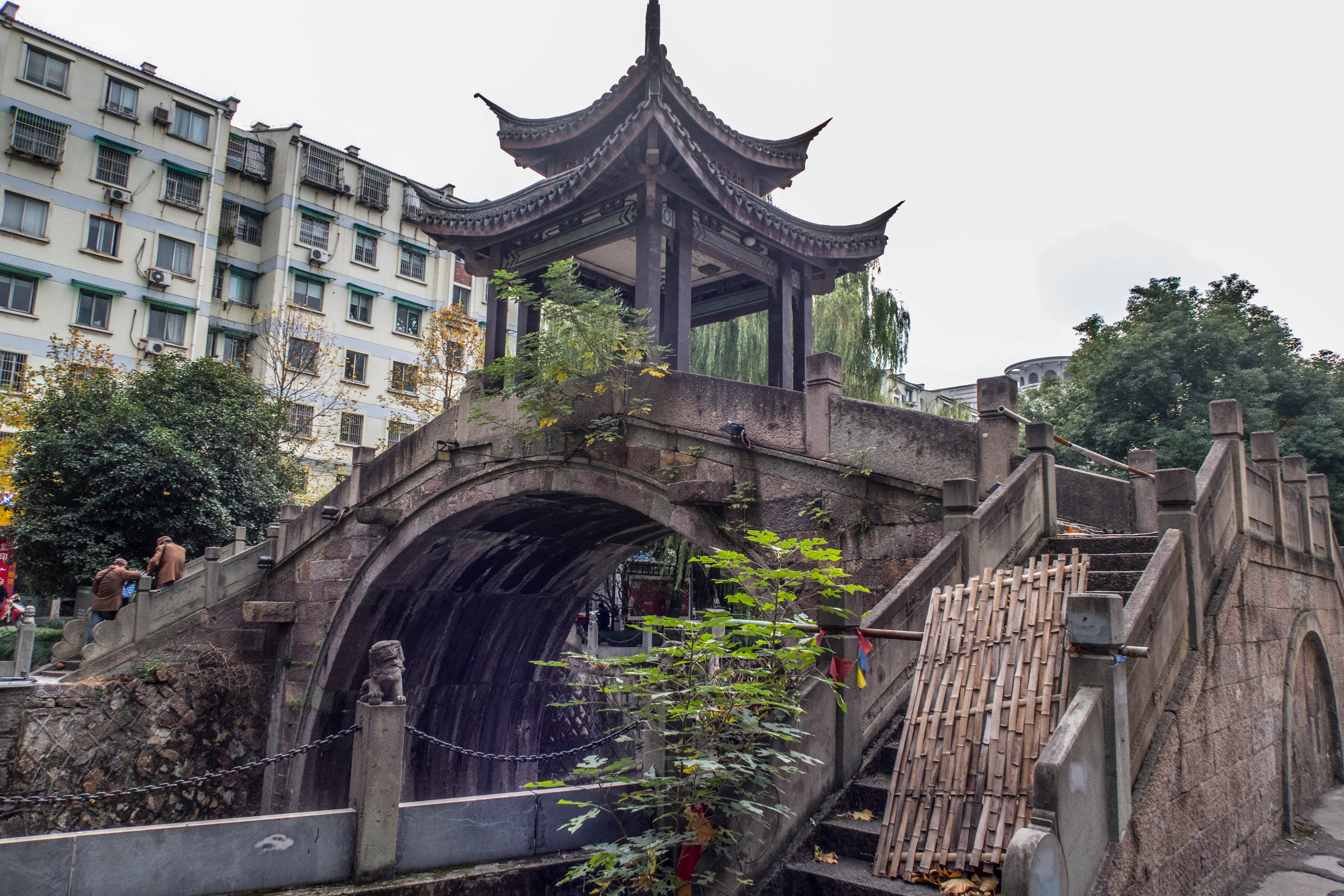
桥梁东侧
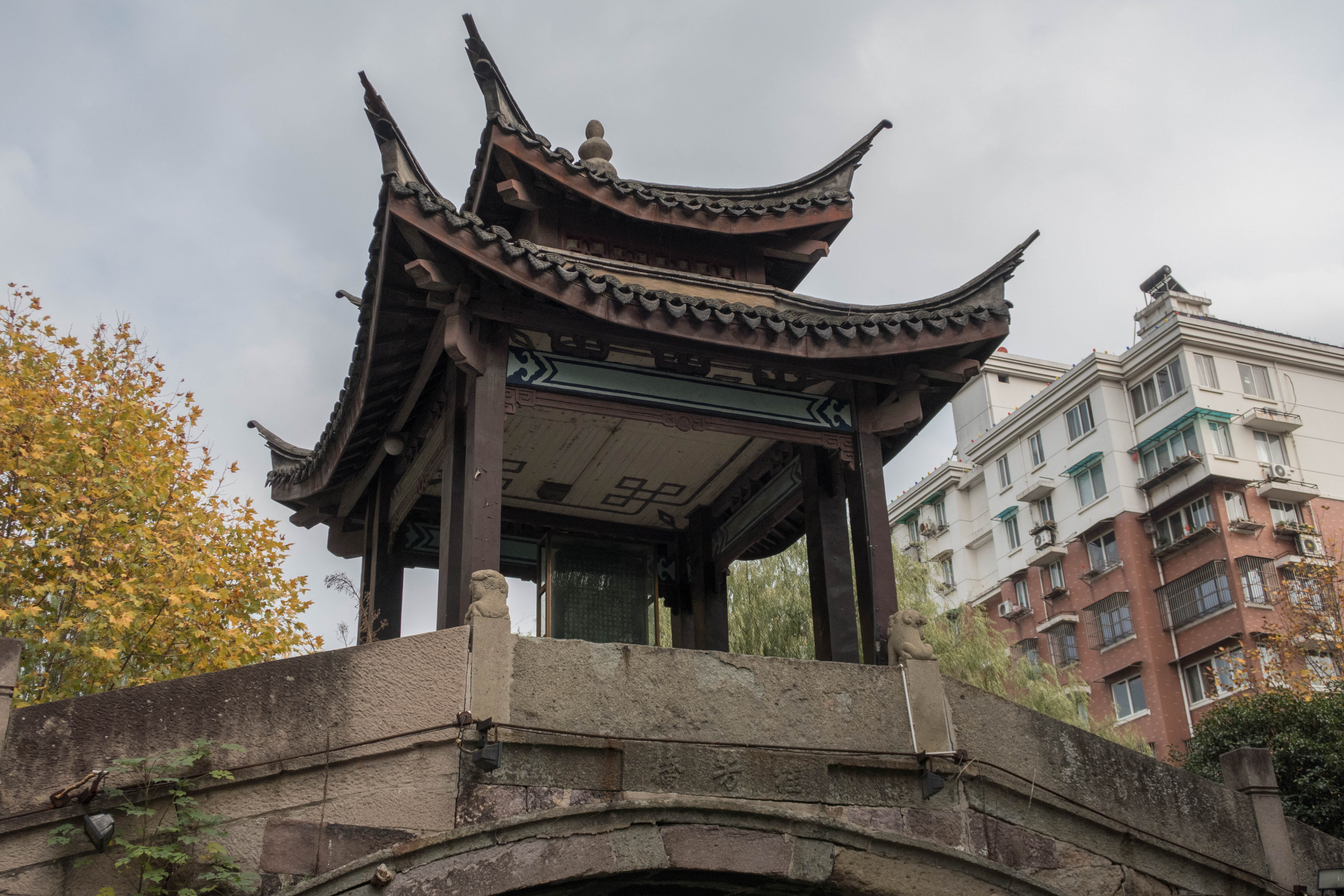
复建的桥亭（已拆除）